# José Duarte Sequeira e Serpa
José Duarte Sequeira e Serpa (Ourique, 25 de setembro de 1948 – 27 de dezembro de 2013) foi um diplomata português.
Foi cônsul em Paris de 1994 a 1999, embaixador de Portugal no Uruguai de 1999 a 2002 e a partir de 2006 embaixador na Polónia. Relativamente à sua missão em Varsóvia, o embaixador José Duarte Sequeira e Serpa apresentou credenciais em 12 de dezembro de 2006 e cessou funções em 25 de setembro de 2013. Faleceu em 27 de dezembro de 2013 devido a doença grave.